# Справність
Спра́вність або спра́вний стан — стан об'єкта, за яким він відповідає усім вимогам нормативно-технічної та (або) конструкторської (проектної) документації.
Умовою забезпечення справного стану технічного об'єкта є відповідність усім вимогам, обумовленим технічною документацією. Справним вважається такий виріб, у якого всі параметри, що визначають працездатність і характеризують його стан та зовнішній вигляд, перебувають у заданих межах, і, крім цього, він не має відмов резервних вузлів та елементів.
Зі справного стану виріб внаслідок відмови або пошкодження може перейти у несправний стан. Поняття «справний об'єкт» є вужчим від поняття «працездатний». Працездатний об'єкт може бути або справним, або несправним.